# 이정담
이정담(李廷談, 1991년 8월 5일 ~ )은 전 KBO 리그 두산 베어스의 투수이다.

## 롯데 자이언츠시절
2011년에 9라운드 지명을 받아 입단했다. 2013년 11월 22일, 2차 드래프트에서 SK 와이번스에 지명돼 이적했다.

## 경찰 야구단시절
2차 드래프트 지명 직후 입대했다.

## SK 와이번스시절
군 복무를 마치고 2014년에 복귀했다.
2016년에 처음으로 1군에 올라와 5경기에 등판했으나, 2017년에는 1군에 오르지 못하고 시즌 후 방출됐다.

## 롯데 자이언츠복귀
방출 후 곧바로 친정 팀에 복귀했다.

## 두산 베어스시절
2019년에 입단하였다.

## 출신 학교
- 노암초등학교
- 자양중학교
- 인창고등학교

## 통산 기록
| 연도 | 팀명  | 평균자책점 | 경기 | 완투 | 완봉 | 승 | 패 | 세 | 홀 | 승률 | 타자 | 이닝 | 피안타 | 피홈런 | 볼넷 | 사구 | 탈삼진 | 실점 | 자책점 |
| ---- | ----- | ---------- | ---- | ---- | ---- | -- | -- | -- | -- | ---- | ---- | ---- | ------ | ------ | ---- | ---- | ------ | ---- | ------ |
| 2016 | SK    | 5.06       | 6    | 0    | 0    | 0  | 0  | 0  | 0  | -    | 24   | 5.1  | 6      | 1      | 2    | 0    | 0      | 3    | 3      |
| 통산 | 1시즌 | 5.06       | 6    | 0    | 0    | 0  | 0  | 0  | 0  | -    | 24   | 5.1  | 6      | 1      | 2    | 0    | 0      | 3    | 3      |